# Ссыльный № 011
«Ссыльный № 011» — советский фильм 1979 года «о последнем периоде жизни и деятельности выдающегося революционера Сурена Спандаряна».

## Сюжет
Об одном дне из жизни ссыльного революционера Сурена Спандаряна, значившегося в списке «особо опасных лиц». О напряженном нравственном поединке героя и царского поручика.
Весна 1916 года. Туруханский край в Сибири. Здесь в пожизненной ссылке находится революционер Сурен Спандарян. Он болен, у него туберкулёз. В случае промедления лечения и не изменения места ссылки на более умеренный климат — болезнь станет неизлечимой.
По петиции заключённых администрация направляет его на медицинское обследование для решения вопроса об изменении места ссылки. Воспользовавшись случаем, товарищи дают ему задание — передать связному ЦК партии протокол обсуждения ленинской статьи о революции.
Спандарян в сопровождении поручика Надеина, которому поручено любыми методами получить выгодное для жандармов медицинское заключение, приезжает в усадьбу доктора Варламцева, известного либерала, пользующегося репутацией человека гуманного и независимого. Здесь же в усадьбе гостит дочь доктора — Алиса Варламцева.
В течение одного дня Спандаряну нужно сделать выбор — вызвав симпатию врача пройти обследование и уехать отбывать ссылку в тёплые края, или же — в усадебных разговорах с Варламцевым и Надеиным о Революции и будущем России убедить Алису в верности своих идей, и через неё передать протокол, но тогда — рискуя стать идейным врагом врача-либерала, который может и изменить своим словам о гуманности, — и стать смертельно больным…

## В ролях
- Владимир Кочарян — Сурен Спандарян, ссыльный революционер
- Олег Анофриев — Надеин, поручик
- Николай Гриценко — Варламцев, доктор
- Ирина Алфёрова — Алиса Варламцева, его дочь
- Леонид Марков — Гарбуша, зверолов, связной ЦК партии большевиков
- Клавдия Козлёнкова — Василиса
- Анатолий Соловьёв — Шашков
- Гегам Арутюнян — Спандар Спандарян, отец Сурена
- Юрий Каюров — Ленин
- Елена Ситко — Крупская

## Критика
В основу сценария положены исторические документы: письма В. И. Ленина, воспоминания Н. К. Крупской, переписка С. С. Спандаряна, материалы из архива царской охранки:

Фильм «Ссыльный № 011» рассказывает только об одном эпизоде непродолжительной, но яркой жизни Спандаряна. Нравственный конфликт, возникающий на основе этой ситуации, раскрывает не только атмосферу тех дней, но и мотивы действий самого Спандаряна, использующего пребывание в усадьбе врача для осуществления важной конспиративной акции.— Советский экран, № 3, февраль 1978 года
Фильм был выдвинут на со искание Государственной премии Армянской ССР, рассматривался как развитие успеха достигнутого студией «Арменфильм» годом ранее фильмом «Рождение» режиссёра Фрунзе Довлатяна — биографической драмы о жизни Александра Мясникяна. Но фильм «Ссыльный № 11», также биографическая драма, был решён в другом ключе:

Хотя нет здесь присущего «Рождению» разнообразия художественных поисков, программных творческих решений, однако и в этой картине налицо ориентация авторов на серьёзную разработку идейно-нравственных вопросов, отказ от эксплуатации приключенческого сюжета.— Искусство кино, 1982
Профессор Г. Ш. Геодакян отметил, что фильм мог бы стать значительным, но из-за неубедительности идеологических споров между героями оказался неинтересным:

Основные идеологические противники Спандаряна, конечно же, откровенный реакционер Надеин и либерал Варламцев. Однако спора не получается. Потому что авторы заведомо убеждены в правоте Спандаряна, споры приобретают характер поединков с предрешенным результатом. И поэтому вскоре интерес из идеологической плоскости переводится в сферу интриги: догадается ли поручик, зачем Спандарян согласился на обследование, удастся ли поручику уломать врача, сумеет ли Спандарян передать бумаги. Впрочем, и во всем этом мы не сомневаемся — вопрос лишь в том, как это будет сделано. И вновь многообещающе начинавшийся фильм скатывается к заурядному детективу. 